# Teatro galorromano de Mandeure
El teatro galorromano de Mandeure está situado en la región de Montbéliard (departamento de Doubs, Francia). Data del siglo I, por lo que es contemporáneo del Coliseo de Roma. Fue descubierto en 1819 y comenzó a excavarse en 1820. En 1946 se retomaron las excavaciones tras varias décadas interrumpidas. Es el mayor teatro romano conocido de la Galia y está protegido como monumento histórico.

## Historia

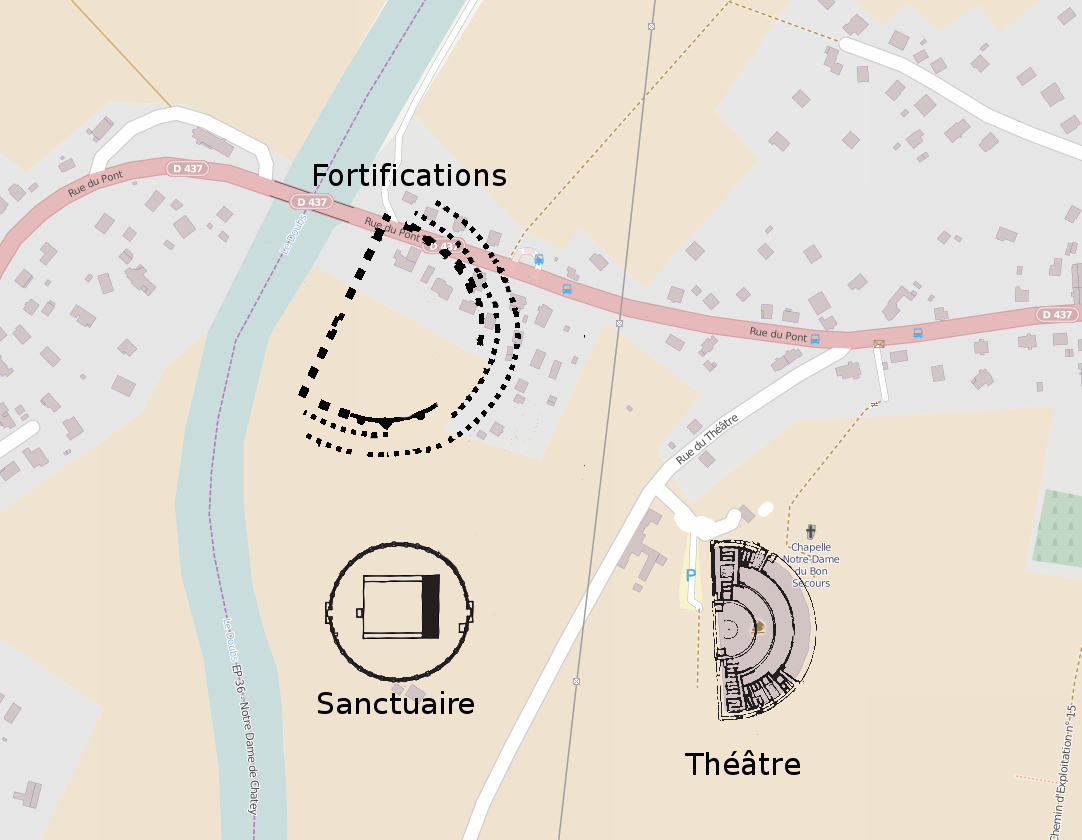
Posición del teatro en relación con otros elementos monumentales.

El teatro fue construido en el siglo I en la antigua ciudad de Epomanduodurum (actual Mandeure). Formaba parte de un gran complejo religioso conocido como el Clos du Château, que abarcaba más de diez hectáreas y se encontraba frente a un imponente santuario. Se desconoce la fecha en que dejó de utilizarse, pero sí es seguro que a partir del siglo IV los materiales del teatro se reutilizaron para otras construcciones, en particular las fortificaciones del Bajo Imperio. Ya en el siglo XVII, Heinrich Schickhardt identificó el lugar como yacimiento arqueológico. Sin embargo, las excavaciones sistemáticas no comenzaron hasta el siglo XIX y se interrumpieron entre finales del siglo XIX y principios del XX por falta de financiación.
El teatro parece haber sido construido en tres grandes fases, y una de las hipótesis es que hubiera reemplazado a una arena, algo que no sería un caso único. Se trataba de uno de los principales edificios de la ciudad y desempeñaba un papel destacado en su organización (otros edificios mucho más modestos se encuentran alineados con él).
El lugar en el que se encuentra el teatro está declarado «sitio clasificado» desde el 23 de mayo de 1912 (zona que pasó a formar parte en 1972 de un «sitio inscrito» de 50 hectáreas), y el teatro está clasificado como monumento histórico desde el 12 de marzo de 1964.

## Arquitectura
Con un diámetro de 150 m y un aforo de 15.000 a 18.000 localidades, es el mayor teatro galorromano conocido en territorio francés, por delante del teatro de Autun (148 m). Asentado sobre una colina, está construido en parte sobre roca y en parte sobre subestructuras de mampostería. Durante mucho tiempo se pensó que este teatro carecía de muro escénico, pero recientes excavaciones han revelado la existencia de un cierre continuo en toda su fachada diametral. Esta fachada de 30 metros de altura estaba compuesta por arcadas en gran aparejo de estilo típicamente romano. Estaba dividida en tres secciones: las secciones norte y sur eran simétricas y constaban cada una de ellas de nueve arcadas, mientras que la sección central no parecía estar calada y era de menor altura que las alas norte y sur. Esta disposición hace de él un teatro romano de los llamados «clásicos».
Las gradas, repartidas en cuatro niveles (maenianum), estaban construidas parcialmente sobre la ladera y cubrían un laberinto de escaleras y pasillos, así como instalaciones técnicas como camerinos y almacenes para decorados. El escenario constaba de una orchestra semicircular y un pulpitum rectangular adosado a la fachada diametral. La orchestra es de dimensiones reducidas en comparación con el conjunto de las gradas y estaba revestida de un pavimento de caliza. El teatro estaba unido a un edificio, cuya función se desconoce, por medio de una galería de más de cincuenta metros de largo y cinco de ancho, donde la presencia de fragmentos de columnas y objetos procedentes de ofrendas confieren al conjunto un carácter monumental.
La decoración se extendía a lo largo de 360 metros de fachadas lineales distribuidas en tres niveles y se componía de elementos sencillos, comunes a otras construcciones de la época: columnas corintias, pilastras, entablamento con molduras lisas y cornisas de modillones.

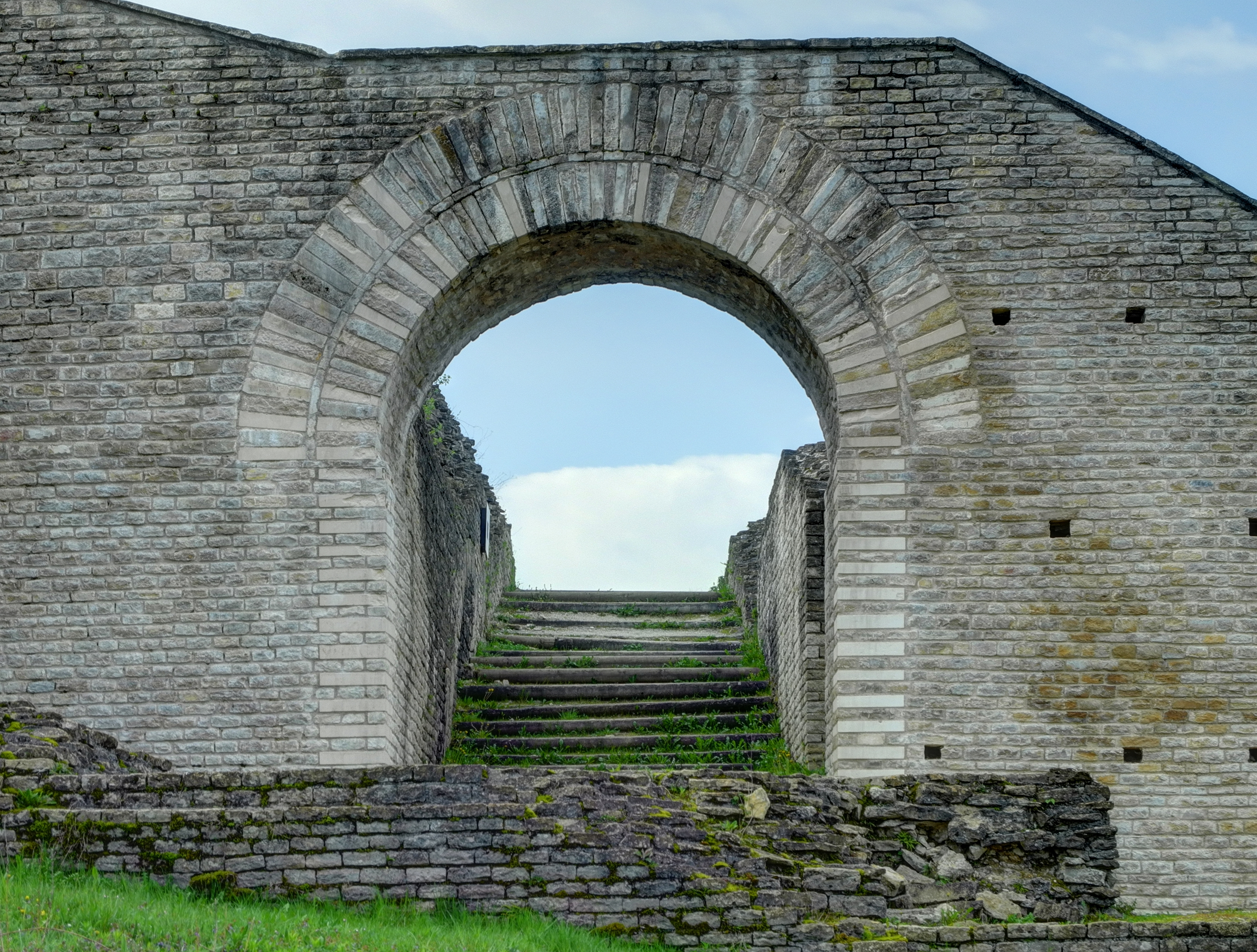
La puerta norte del teatro restaurada.
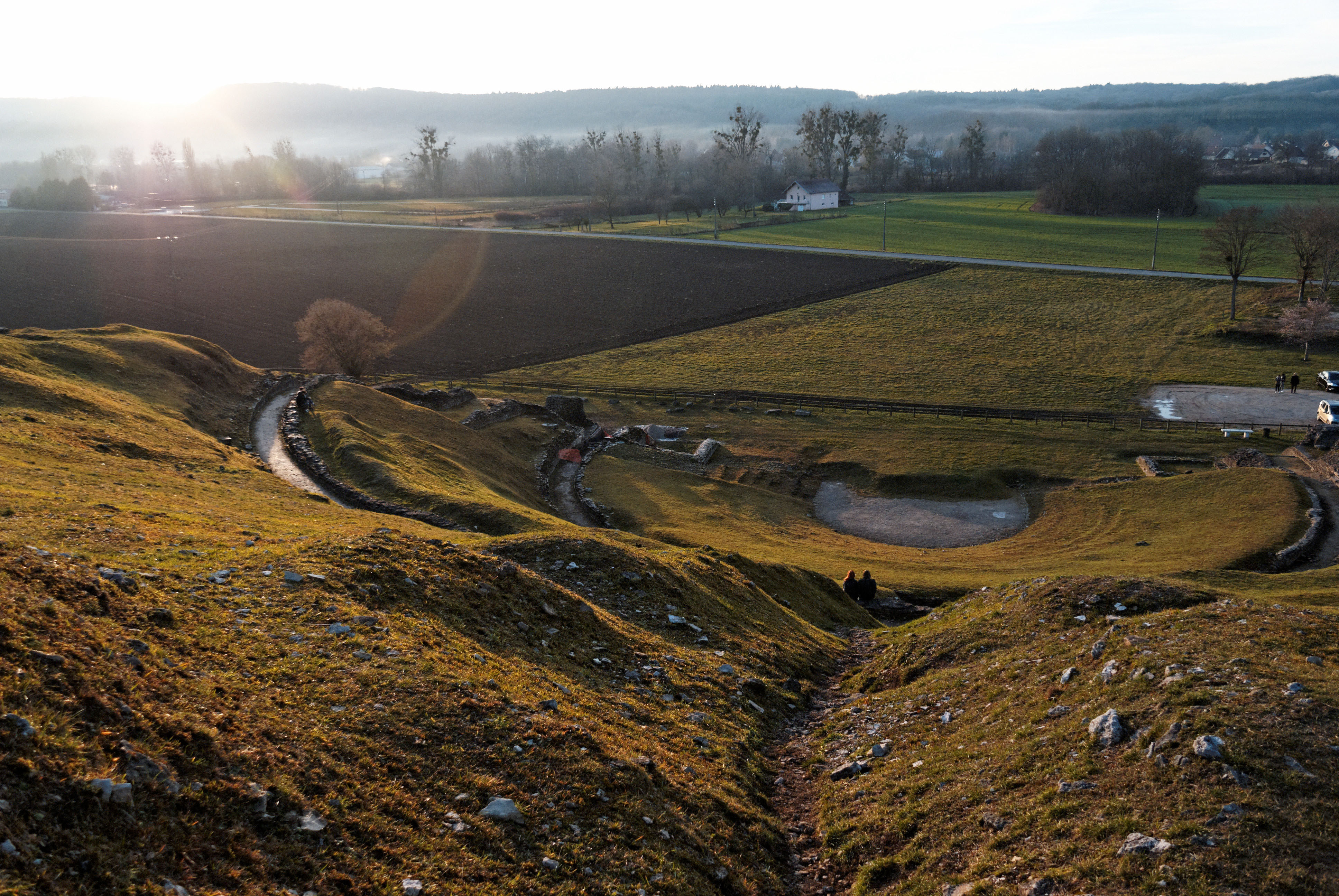
Vista de las gradas desde la parte superior.
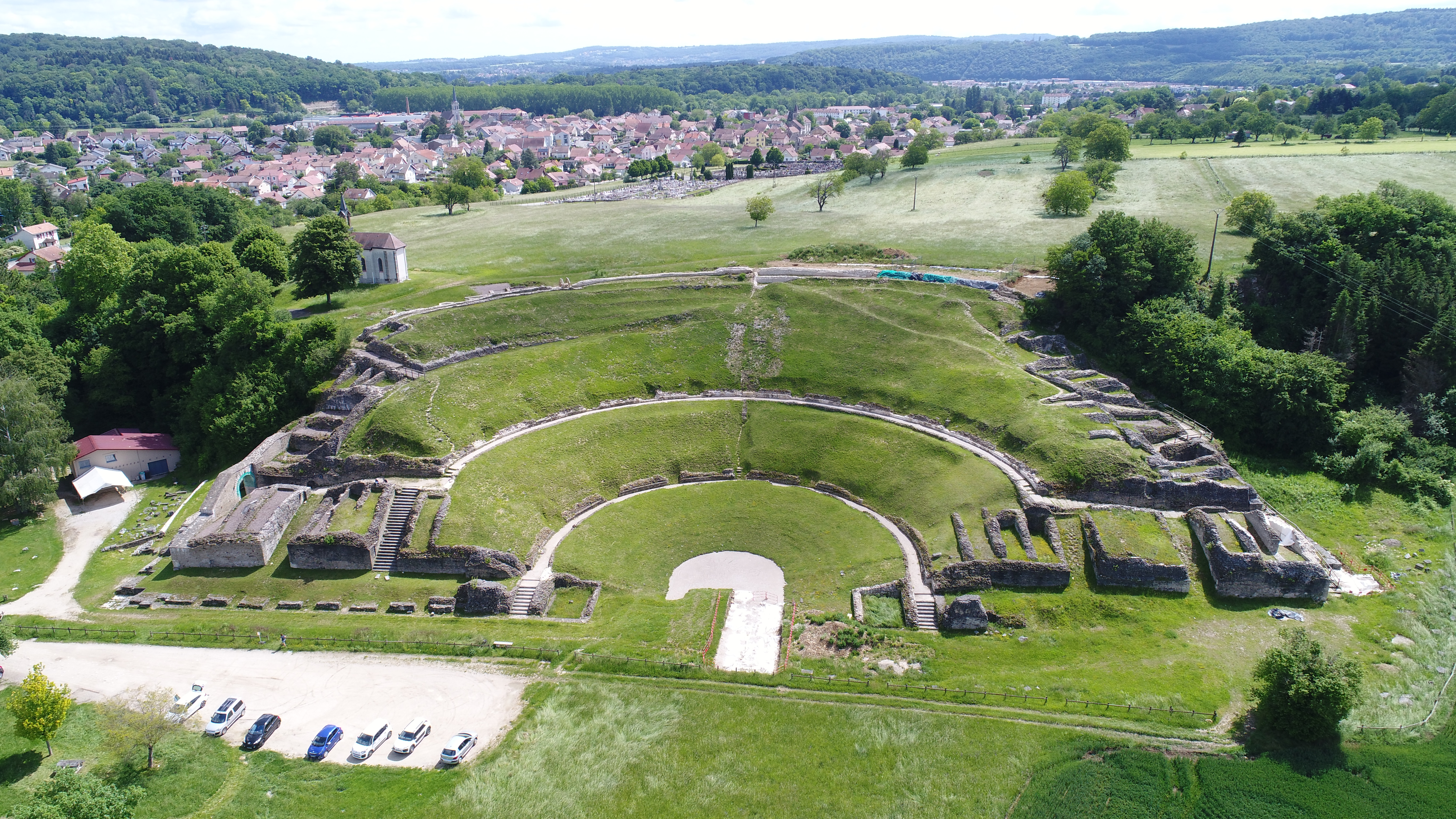
Vista aérea general con la ciudad de Mandeure al fondo.

## En la actualidad
El teatro se encuentra en un notable estado de conservación, y actualmente es de acceso libre. Está prevista la construcción de un pabellón de recepción destinado a todo tipo de visitantes (locales, turistas, investigadores, público en general y jóvenes) en el que se narrará y explicará la historia del lugar mediante una exposición permanente y diversos medios como visitas libres o guiadas, aplicaciones digitales, películas, talleres, etc.